# Bundesautobahn 56
Die Bundesautobahn 56 (Abkürzung: BAB 56) – Kurzform: Autobahn 56 (Abkürzung: A 56) – war eine in den 1970er Jahren geplante Autobahn, die von der Bundesgrenze Deutschland/Niederlande bei Waldfeucht über Jülich, Düren, Euskirchen, Bonn nach Waldbröl führen sollte.

## Bauvorleistungen
An der A 565, der A 1 und der A 44 wurden als Bauvorleistungen unter anderem für die geplanten Autobahnkreuze mit der geplanten A 56 teilweise eine Brücke, teilweise auch fast das komplette Kreuz gebaut. Bei Bonn-Ückesdorf führt die A 565 über eine Brücke (), die fast vollständig eingegraben ist und heute keinerlei Funktion hat. Die B 56n an der Doppelanschlussstelle Euskirchen () benutzt lediglich ca. 40 % der Breite der für eine Bundesstraße überdimensionierten Brücke. Zwischen der Anschlussstelle und Euskirchen überspannt eine „Soda-Brücke“ einen Feldweg (). Im Bereich der AS Jülich-West () auf der A 44 sind Bauvorleistungen für den Ausbau zu einem vollständigen Kleeblatt vorhanden. Von der Brücke der A 56 über die A 44 wurden lediglich die Pfeiler gebaut.

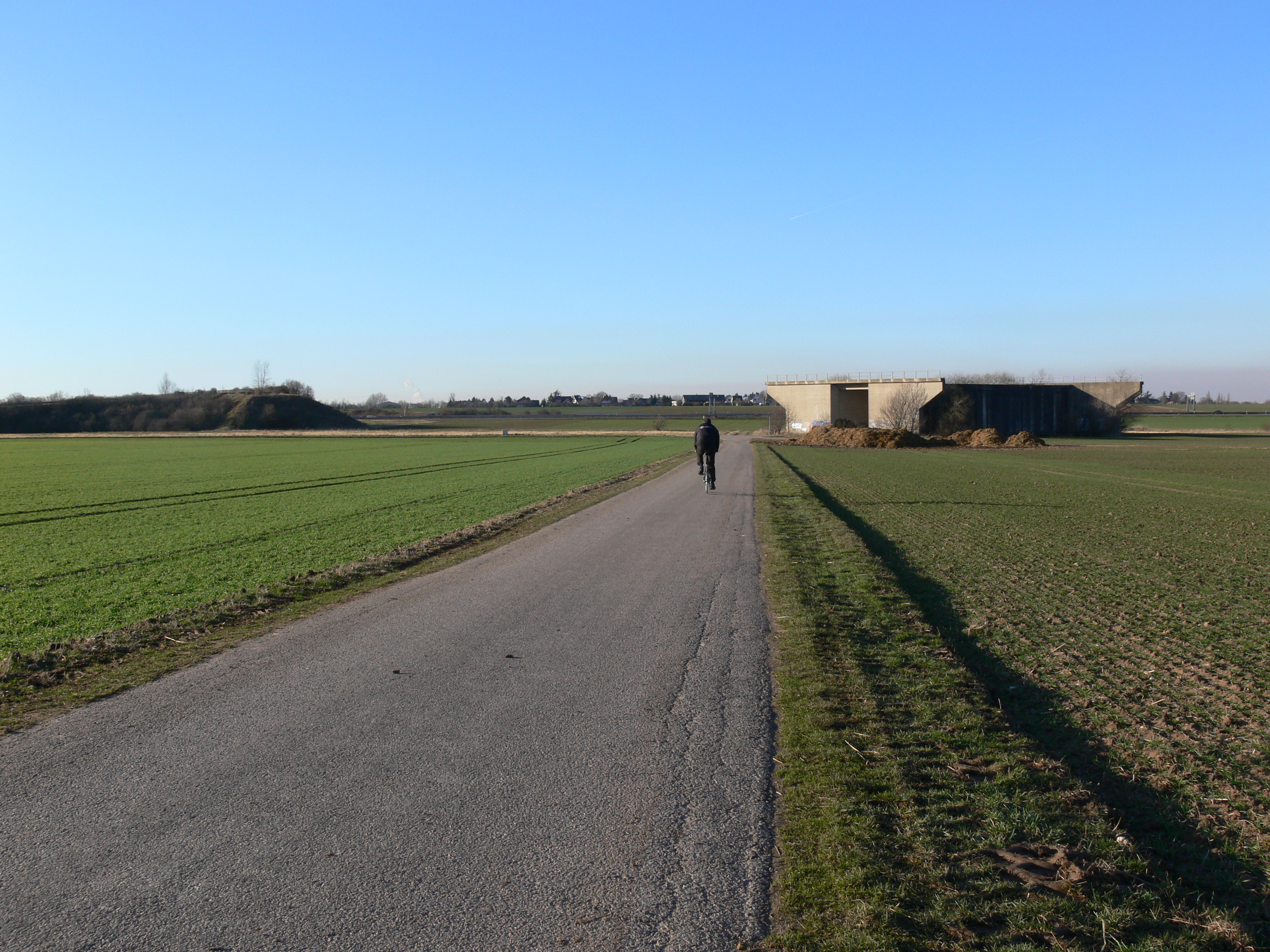
Die Soda-Brücke bei Euskirchen als Bauvorleistung der ursprünglich geplanten A 56. Im Hintergrund links das Ende der B 56n Zülpich – Kreuz Frauenberg.

Auf der Bohrungskarte des Geologischen Dienstes Nordrhein-Westfalen lässt sich der geplante Verlauf der A 56 westlich der Rheinquerung anhand der Lage der öffentlich zugänglichen (grün markierten) Bohrungen, die im Rahmen der vorbereitenden Trassenerkundung durchgeführt wurden, gut verfolgen. Die ungewöhnliche Linienführung der heute noch provisorisch ausgebauten Anschlussstelle Miel aus Fahrtrichtung Mönchengladbach lässt den ursprünglich geplanten Abzweig von der BAB 61 in die BAB 56 erkennen.

## Fertiggestellte Abschnitte
Auf der für die Bundesautobahn 56 vorgesehenen Trasse wurden Teilstrecken als Vorleistungen dem Verkehr übergeben:
- 1972 wurde die Rheinbrücke Bonn mit Anschluss an die Bundesstraße 9 auf der westlichen Rheinseite und an die Bundesstraße 42 auf der östlichen Rheinseite vierspurig auf einer Länge von 2,0 Kilometern fertiggestellt. 1978 folgte auf der östlichen Rheinseite der Abschnitt zwischen der Anschlussstelle Bonn-Beuel-Süd und dem Kreuz Bonn-Ost mit 1,3 Kilometern Länge. Dieser Gesamtabschnitt wurde in den Straßenbauberichten der Bundesregierung zunächst als „Bundesstraße 56“ (1972), „A 56/B 56n“ (1974), „A 56/B 56n/B 56z“ (1975), „A 451“ (1976) und „A 562“ (ab 1977) bezeichnet. Sie erhielt schließlich die Widmung als Bundesautobahn 562.

- 1986 wurde der Abschnitt zwischen Zülpich und dem Autobahnkreuz Frauenberg (A 1, heute: Doppelanschlussstelle Euskirchen) mit einer Länge von 6,3 Kilometern einbahnig und als B 56n gewidmet unter Verkehr gebracht. Bis 1984 war diese Strecke in den Straßenbauberichten der Bundesregierung noch als erste Fahrbahn der A 56 bezeichnet worden.

- 1998 bis 2005 wurde der Abschnitt der A 562 zwischen dem Anschluss Bonn-Bad Godesberg und dem neuen provisorischen Anschluss an die Nahum-Goldmann-Allee/August-Bebel-Straße an der linksrheinischen Bahnlinie als Unterführung unter die B 9 gebaut (Kreuzung A562/B9).

## Planungsgeschichte
Im Bedarfsplan des Gesetzes über den Ausbau der Bundesfernstraßen in den Jahren 1971 bis 1985 vom 30. Juni 1971 war zwar der später als Bundesautobahn 55 gewidmete Streckenzug nicht als Vorhaben des Neubaus einer Autobahn enthalten, doch insgesamt bereits als autobahnähnliches, vierstreifiges Bundesstraßenbauprojekt vorgesehen. Es gliederte sich in folgende Abschnitte:
- B 56n: Bundesgrenze D/NL bei Waldfeucht – südwestlich Heinsberg (Bundesstraße 221) in Dringlichkeitsstufe III. Die zur Ergänzung der B 56 eingerichtete Bundesstraße 56n (B 56n) führt die Selfkantautobahn als Kraftfahrstraße von der niederländisch-deutschen Grenze bei Sittard im Anschluss an die niederländische N 297 Richtung A 2 und übergehend an der Anschlussstelle Heinsberg in die A 46 mit einer Länge von 18 Kilometer.[4]
- B 56n: südwestlich Heinsberg (B 221) – Heinsberg-Dremmen (Kreuz mit der geplanten B 1109, die später als Bundesautobahn 46 realisiert wurde) – südwestlich Linnich (Kreuz mit der B 57n, die später die Projektbezeichnung Bundesautobahn 51 erhielt) – Jülich-Koslar (Kreuz mit der B 1, der späteren Bundesautobahn 44) – westlich Niederzier – Arnoldsweiler (Kreuz mit der Bundesautobahn 4) in Dringlichkeitsstufe II
- B 56n: Arnoldsweiler (Kreuz mit der A 4) – westlich Merzenich (Bundesstraße 264) in Dringlichkeitsstufe I
- B 56n: westlich Merzenich (B 264) – westlich Vettweiß – nordwestlich Zülpich (Bundesstraße 265) in Dringlichkeitsstufe II
- B 56n: nordwestlich Zülpich (B 265) – Euskirchen-Frauenberg (Kreuz mit der Bundesautobahn 1) – nördlich Euskirchen – Swisttal-Miel (Kreuz mit der Bundesautobahn 61) in Dringlichkeitsstufe I
- B 56: Swisttal-Miel (Kreuz mit der A 61) – nördlich Witterschlick – Bonn-Röttgen – Bonn-Poppelsdorf – Bonn-Beuel (Kreuz mit der Bundesautobahn 59) in Dringlichkeitsstufe I
- B 56z: Bonn-Beuel (Kreuz mit der A 59) – Dambroich (Kreuz mit der Bundesautobahn 3) in Dringlichkeitsstufe I
- B 56z: Dambroich (Kreuz mit der A 3) – südöstlich Hennef (Kreuz mit der Bundesautobahn 31) in Dringlichkeitsstufe II
- B 478n: südöstlich Hennef (Kreuz mit der A 31) – Waldbröl (Übergang in die vierspurige B 256) in Dringlichkeitsstufe II

Zwischen Waldbröl und Freudenberg war der zweistreifige Neubau der B 478 bis zur Bundesautobahn 45 bei Freudenberg vorgesehen, allerdings nur in Dringlichkeitsstufe III. Während noch 1972 diese Planungen als Bundesstraßenneubauprojekt in den Plänen der Bundesregierung enthalten waren, änderte sich 1973 der Status zumindest der Strecke Bundesgrenze D/NL – Bonn (A 3) zu einem Bundesautobahnprojekt unter der internen Bezeichnung „Autobahn 204“.
Mit der Neustrukturierung des Netzes der Bundesautobahnen, die mit Wirkung ab 1. Januar 1975 eingeführt wurde, erhielt der Streckenzug Bundesgrenze D/NL – Jülich – Düren – Euskirchen – Bonn – Waldbröl die neue Bezeichnung als „Bundesautobahn 56“.
Auch nach dem Gesetz zur Änderung des Gesetzes über den Ausbau der Bundesfernstraßen in den Jahren 1971 bis 1985 vom 5. August 1976 war die A 56 im Bedarfsplan enthalten. Allerdings wurde die Dringlichkeit der einzelnen Abschnitte geändert:
- Bundesgrenze D/NL – Jülich – Düren (Kreuz mit der A 4) als möglicher weiterer Bedarf
- Düren (Kreuz mit der A 4) – Zülpich (B 265) einbahnig in Dringlichkeitsstufe Ib, 2. Fahrbahn als möglicher weiterer Bedarf
- Zülpich (B 265) – Euskirchen (B 51) einbahnig in Dringlichkeitsstufe Ia, 2. Fahrbahn als möglicher weiterer Bedarf
- Euskirchen (B 51) – Swisttal-Miel (Kreuz mit der A 61) einbahnig in Dringlichkeitsstufe Ib, 2. Fahrbahn als möglicher weiterer Bedarf
- Swisttal-Miel (Kreuz mit der A 61) – Bonn-Poppelsdorf (B 9) als möglicher weiterer Bedarf
- Bonn-Poppelsdorf – Dambroich (Kreuz mit der A 3) in Dringlichkeitsstufe Ia
- Dambroich (Kreuz mit der A 3) – Waldbröl als möglicher weiterer Bedarf

Der Bedarfsplan des zweiten Gesetzes zur Änderung des Gesetzes über den Ausbau der Bundesfernstraßen in den Jahren 1971 bis 1985 vom 25. August 1980 sah die A 56 zwar weiterhin vor, jedoch nur noch zwischen der Bundesgrenze D/NL – Heinsberg – Jülich – Düren – Zülpich – Euskirchen (Kreuz mit der A 1). Die restliche Strecke war als Bundesautobahnplanung gestrichen. Der Abschnitt Jülich (Kreuz mit A 44) – Düren – Zülpich wurde in Dringlichkeitsstufe I eingeordnet, der Abschnitt Bundesgrenze – Jülich (Kreuz mit der A 44) der Stufe II zugeordnet. Der Bau der Strecke Zülpich – Euskirchen (Kreuz mit der A 1) war als laufendes Vorhaben enthalten. Daneben waren auf der ehemaligen Trasse der A 56 zwischen Euskirchen und Waldbröl folgende Vorhaben für Bundesstraßenneubauten im Bedarfsplan enthalten:
- B 56n: Kreuz mit der A 1 bei Euskirchen – Swisttal-Miel (zweistreifig)
- B 56n: Witterschlick – Bonn-Röttgen (Bundesautobahn 565) (zweistreifig)
- B 56n: Bonn-Röttgen – Bonn-Poppelsdorf (vierstreifig)
- B 56: Bonn-Beuel – Dambroich (Dreieck mit der A 3) (zweistreifig)

Alle vier vorgenannten Vorhaben waren der Dringlichkeitsstufe I zugeordnet.
Mit dem dritten Gesetz zur Änderung des Fernstraßenausbaugesetzes vom 21. April 1986 kam das Aus für die Bundesautobahn 56. Es verblieben nur auf der ehemaligen Trasse folgende Bundesstraßenneubauprojekte im Bedarfsplan:
- B 56: Puffendorf (Bundesstraße 57) – Jülich-Koslar – westlich Niederzier (B 56 alt), zweistreifig, als weiterer Bedarf
- B 56: Düren (B 264) – Zülpich, zweistreifig, als weiterer Bedarf
- B 56n: Kreuz Euskirchen (A 1) – östlich Euskirchen (B 56 alt), zweistreifig, als vordringlicher Bedarf
- B 56n: Witterschlick – Bonn-Röttgen (Bundesautobahn 565), zweistreifig, als weiterer Bedarf
- B 56n: Bonn-Röttgen – Bonn-Poppelsdorf, vierstreifig, als weiterer Bedarf
- B 56: Bonn-Beuel – Dambroich (Dreieck mit der A 3), zweistreifig, als vordringlicher Bedarf

Die A 56 war auch nach dem Vierten Gesetzes zur Änderung des Fernstraßenausbaugesetzes vom 15. November 1993 im Bedarfsplan nicht enthalten. Es verblieben folgende Bundesstraßenneubauprojekte, die auf der bisherigen projektierten Trasse der A 56 lagen, im Bedarfsplan:
- B 56: OU Düren (B 264), zweistreifig, als vordringlicher Bedarf
- B 56: Kreuz Euskirchen (A 1) – östlich Euskirchen (B 56 alt), zweistreifig, als vordringlicher Bedarf
- B 56: OU Swisttal-Miel, zweistreifig, als vordringlicher Bedarf
- B 56: Witterschlick – Bonn-Röttgen (Bundesautobahn 565), zweistreifig, als weiterer Bedarf
- B 56: Bonn-Röttgen – Bonn-Poppelsdorf, vierstreifig, als vordringlicher Bedarf
- B 56: Bonn-Beuel – Dambroich (Dreieck mit der A 3), zweistreifig, als vordringlicher Bedarf

Der Bundesverkehrswegeplan 2003 brachte keine Neuaufnahme der A 56. Es waren nur noch folgende Bundesstraßenneubauprojekte im Zuge der B 56 vorgesehen:
- B 56: OU Swisttal-Miel (2,6 km, zweistreifig, vordringlicher Bedarf)
- B 56: OU Düren (6,9 km, davon 2,6 km vierstreifig, vordringlicher Bedarf)
- B 56: OU Euskirchen-Kuchenheim und OU Ludendorf-Essig (9,2 km, zweistreifig, vordringlicher Bedarf)

Der Bau der Bonner Südtangente wurde zunächst aus dem Bedarfsplan gestrichen. Dies geschah insbesondere mit Blick darauf, „dass den Maßnahmen in Anbetracht erheblicher Widerstände vor Ort keine realistischen Durchsetzungschancen eingeräumt werden.“ Im Bundesverkehrswegeplan 2030 von 2016 ist die Südtangente wieder mit der Dringlichkeit „Weiterer Bedarf“ aufgeführt, sie trägt die Projektbezeichnung B 56-G40 NW und soll 11,5 km lang bei Kosten von 683,4 Millionen Euro werden.